# Leopold van Itallie
Leopold van Itallie (geboren op 12 maart 1866 in Maastricht; overleden op 2 mei 1952 in Heelsum) was een Nederlandse apotheker en hoogleraar aan de Universiteit Leiden.

## Leven
Leopold van Itallie stamde uit een joods gezin. Zijn vader was de joodse predikant Samuel van Itallie (geboren op 14 januari 1835 in Meppel, overleden op 5 maart 1912 in Maastricht) en zijn moeder Marianne Maria Cohen (geboren op 10 december 1835 in Maastricht en daar overleden op 2 juli 1900). Van Itallie trouwde op 14 augustus 1894 in Den Haag met de journaliste, voorvechtster van vrouwenrechten en politica Mien van Itallie-van Embden. Uit het huwelijk werden twee kinderen geboren, dochter Louisa Marianne van Itallie (geboren op 16 mei 1895 in Rotterdam, overleden 13 april 1984 in Heelsum) en zoon Georg van Itallie (geboren op 11 augustus 1898 in Rotterdam, overleden 8 december 1995 in Oegstgeest). Tijdens de Tweede Wereldoorlog hebben Leopold van Itallie en zijn echtgenote in verschillende concentratiekampen gezeten, onder andere Theresienstadt (concentratiekamp). Zij wisten die te overleven.

## Opleiding
Leopold van Itallie bezocht na de lagere school de Gemeentelijke HBS in zijn woonplaats Maastricht en studeerde vanaf september 1883 aan de Universiteit Utrecht. In 1886 slaagde hij voor zijn apothekersexamen en werd vervolgens gemeenteapotheker in Rotterdam. In 1896 vervolgde hij zijn studie aan de universiteit van Bern waar hij in 1901 promoveerde op het proefschrift Über den orientalischen und den amerikanischen Styrax. In 1902 ging hij aan de slag aan de toenmalige Rijks Veeartsenijschool, thans faculteit van diergeneeskunde aan de Universiteit Utrecht.

## Loopbaan
Op 4 april 1907 werd hij benoemd tot hoogleraar Farmacie en Toxicologie aan de Universiteit Leiden. Hij bekleedde die functie tot zijn pensionering (emeritaat) in september 1936. Hij was rector van de Universiteit Leiden in het academische jaar 1922-1923. Hij werd in 1920 benoemd tot directeur van het Rijksinstituut voor Pharmacotherapeutisch onderzoek, thans het Rijksinstituut voor Geneesmiddelenonderzoek.
Leopold van Itallie bekleedde verschillende functies binnen de Koninklijke Nederlandse Maatschappij ter bevordering der Pharmacie. Zo was hij lid van het hoofdbestuur en lid van de redactie van het Pharmaceutisch Weekblad. Hij werd in 1913 benoemd tot erelid van de Koninklijke Nederlandse Maatschappij ter bevordering der Pharmacie.
Van Itallie was een van de drijvende krachten bij de oprichting van de International Pharmaceutical Federation of Fédération Internationale Pharmaceutique in Den Haag in 1912. Hij bekleedde vanaf de oprichting tot 1930 de functie van president. Hij werd in 1930 benoemd tot erevoorzitter.
Van Itallie genoot in Nederland en internationaal groot aanzien. Hij werd in 1921 benoemd  tot ridder in de Orde van de Nederlandse Leeuw en in 1927 tot commandeur in de Orde van Oranje-Nassau. Hij kreeg gedurende zijn leven meerdere onderscheidingen van buitenlandse universiteiten en apothekersorganisaties. Hij ontving het erelidmaatschap van de Deutsche Apothekersverein, maar bedankte hiervoor in 1933 vanwege de achteruitzetting van Joden in Duitsland. Hij motiveerde zijn besluit met de woorden dat een dergelijke "een beschaafd volk onwaardige" houding hem noopte aan deze erefunctie "niet langer waarde te hechten".
Van Itallie was tevens gedurende een groot aantal jaren voorzitter van de Koninklijke Vereniging voor Facultatieve Lijkverbranding. Bij zijn aftreden in 1936 werd hij tot erelid van de vereniging benoemd.

## Nalatenschap
In de Professorenbuurt in de Maastrichtse wijk Wyckerpoort is sinds 1961 een straat naar hem vernoemd, de Professor Van Italliestraat.

## Publicaties (selectie)
- L. van Itallie: De vermeerdering onzer kennis omtrent geneesmiddelen in de 19e eeuw. Leiden, 1907. (Rede uitgesproken bij de aanvaarding van het hoogleeraarsambt aan de Rijksuniversiteit te Leiden op den 25sten september 1907)
- L. van Itallie: Über den orientalischen und den amerikanischen Styrax (von Liquidambar orientalis und Liquidambar styraciflua). Dissertation. Bern, 1901